# Parlement du Cameroun
IIIe législature du Sénat
Xe législature de l'Assemblée nationale
Palais des congrès (Sénat)
Palais des Verres (Assemblée nationale)
Le Parlement du Cameroun (en anglais : Parliament of Cameroon) est l'institution bicamérale exerçant le pouvoir législatif de la république du Cameroun. Il est régi par la troisième section de la constitution du pays et il est notamment chargé du contrôle de l'activité du gouvernement. Les deux chambres du Parlement sont : 
- Le Sénat, formant la chambre haute, est chargé de représenté les collectivités territoriales décentralisés. Il est composé de 100 sénateurs dont 70 sont élus au scrutin indirect et 30 nommés par le président de la République ;
- L'Assemblée nationale, formant la chambre basse, est composé de 180 députés élus selon un système mixte.

## Histoire parlementaire
| Date        | Constitution                                                   | Parlement                    | Parlement                    |
| Date        | Constitution                                                   | Chambre haute                | Chambre basse                |
| ----------- | -------------------------------------------------------------- | ---------------------------- | ---------------------------- |
| 1960 - 1961 | Constitution de 1960                                           | Assemblée nationale          | Assemblée nationale          |
| 1961 - 1972 | Constitution de 1961                                           | Assemblée nationale fédérale | Assemblée nationale fédérale |
| 1972 - 2013 | Constitution de 1972 Constitution de 1984 Constitution de 1996 | Assemblée nationale          | Assemblée nationale          |
| Depuis 2013 | Constitution de 1996                                           |                              |                              |
| Depuis 2013 | Constitution de 1996                                           | Sénat                        | Assemblée nationale          |